# مقاطعة مارتن (كارولاينا الشمالية)
مقاطعة مارتن (بالإنجليزية: Martin County)‏ هي إحدى مقاطعات ولاية كارولاينا الشمالية في الولايات المتحدة الأمريكية. مركز المقاطعة أو مقعدها هي مدينة ويليامستون. تأسست هذه المقاطعة سنة 1774.أصل هذه المقاطعة يأتي من: مقاطعة هاليفاكس ومقاطعة تايريل.

## أعلام
- جوزيف هنتر بريان
- هنري هنتر بريان
- ويلبر ليتل